# (1193) Africa
(1193) Africa est un astéroïde de la ceinture principale découvert le 24 avril 1931 par l'astronome sud-africain Cyril V. Jackson.
Il porte le nom de l'Afrique.
Les observations montrent qu'il mesure 18 km.